# Yahoo! Widgets
Yahoo! Widgets，又稱Yahoo! Widgets Engine，是Yahoo!所推出的一套Widget引擎，使用了JavaScript及XML等技術，可於Windows及Mac OS X上運行。藉由此平台可開發出各式各樣的Widget（一種主要應用在桌面的小工具），例如天氣預報、即時新聞、動態相框等等。
Yahoo! Widgets的前身稱為「Konfabulator」，原生於麥金塔作業系統，因為大受歡迎所以後來也推出了Windows的付費版本。Yahoo!因看好Konfabulator的發展潛力及市場價值，2005年7月25日將其購併，並改以免費軟體形式推出。